# Jean Bolland
Jean Bolland, in latino Johannes Bollandus (Julémont, 18 agosto 1596 – Anversa, 12 settembre 1665), è stato un gesuita e storico belga.

## Biografia
Dopo la morte di Heribert Rosweyde (1629) ne ereditò il lavoro di raccolta delle vite dei santi distribuite secondo i giorni dell'anno, divenuta poi nota col nome di Acta Sanctorum. Fece pubblicare nel 1643 i santi di gennaio, nel 1658 quelli di febbraio e morì prima di aver terminato quelli di marzo. A sua volta, il suo lavoro fu poi continuato dai padri Godfried Henschen, Daniel Papebroch, e da molti altri gesuiti, che oggi vengono designati collettivamente sotto il nome di Bollandisti.
Gli Acta Sanctorum, pubblicati ad Anversa fino al 1794, formavano, a partire da quest'epoca, 53 volumi in folio. Quattro nuovi volumi apparvero a Bruxelles dopo la ripresa dei lavori nel XIX secolo (1845 e anni seguenti). Se ne ristampò una parte a Venezia, in 42 volumi, nel 1734.
Nelle pubblicazioni della Société générale de librairie catholique (Parigi), la prima serie forma 54 volumi, la seconda 7 volumi in folio, più un volume di Tavole sinottiche.